# ツール・ド・フランス1934
ツール・ド・フランス1934は、ツール・ド・フランスとしては28回目の大会。1934年7月3日から7月29日まで、全23ステージで行われた。

## 総合成績
| 順位 | 選手名                       | 国籍     | 時間            |
| ---- | ---------------------------- | -------- | --------------- |
| 1    | アントナン・マーニュ         | フランス | 147時間13分58秒 |
| 2    | ジュゼッペ・マルターノ       | イタリア | +27分31秒       |
| 3    | ロジェ・ラペビー             | フランス | +52分15秒       |
| 4    | フェリシアン・フェルヴァーク | ベルギー | +57分40秒       |
| 5    | ルネ・ヴィエット             | フランス | +59分02秒       |
| 6    | アンブロージオ・モレッティ   | イタリア | +1時間12分02秒  |
| 7    | ルードヴィッヒ・ゲーヤー     | ドイツ国 | +1時間12分51秒  |
| 8    | シルヴェール・マース         | ベルギー | +1時間20分56秒  |
| 9    | マリアーノ・カニャルド       | スペイン | +1時間29分02秒  |
| 10   | ビセンテ・トルエバ           | スペイン | +1時間40分39秒  |

### マイヨ・ジョーヌ保持者
| 選手名               | 国籍     | 首位区間 |
| -------------------- | -------- | -------- |
| ジョルジュ・スペシェ | フランス | 第1      |
| アントナン・マーニュ | フランス | 第2-最終 |

### 各部門賞結果
| 第28回 ツール・ド・フランス 1934 |                                        |
| 全行程                           | 23区間、4363km                         |
| 総合優勝                         | アントナン・マーニュ 147時間13分58秒   |
| 2位                              | ジュゼッペ・マルターノ +27分31秒       |
| 3位                              | ロジェ・ラペビー +52分15秒             |
| 4位                              | フェリシアン・フェルヴァーク +57分40秒 |
| 5位                              | ルネ・ヴィエット +59分02秒             |
| 山岳賞                           | ルネ・ヴィエット 111ポイント           |
| 2位                              | ビセンテ・トルエバ 93ポイント          |
| 3位                              | ジュゼッペ・マルターノ 78ポイント      |